# Liste der Bodendenkmäler in Schwarzenbruck
Auf dieser Seite sind die Bodendenkmäler in der mittelfränkischen Gemeinde Schwarzenbruck zusammengestellt. Diese Tabelle ist eine Teilliste der Liste der Bodendenkmäler in Bayern. Grundlage ist die Bayerische Denkmalliste, die auf Basis des Bayerischen Denkmalschutzgesetzes vom 1. Oktober 1973 erstmals erstellt wurde und seither durch das Bayerische Landesamt für Denkmalpflege geführt wird. Die folgenden Angaben ersetzen nicht die rechtsverbindliche Auskunft der Denkmalschutzbehörde.

Mit dem Stand vom 13. Oktober 2018 sind 27 Bodendenkmäler von Schwarzenbruck in der Bayerischen Denkmalliste eingetragen.

## Hinweise zu den Angaben in der Tabelle
- Spalte Name, Bezeichnung: Bezeichnung des denkmalgeschützten Objektes
- Spalte Ortsteil: Ortsteil, in dem sich das denkmalgeschützte Objekt befindet
- Spalte  Koordinaten: Geografischer Standort
- Spalte Denkmalnummer: Offizielle Denkmalnummer des Bayerischen Landesamts für Denkmalpflege
- Spalte Zeitstellung: Besondere Daten, so weit bekannt oder ableitbar, teilweise auch Datum der Ersterwähnung der Liegenschaft
- Spalte Denkmalumfang, Bemerkung: Nähere Erläuterungen über den Denkmalstatus, den Umfang der Liegenschaft und ihre Besonderheiten

Bis auf die Spalte Bild sind alle Spalten sortierbar.

## Liste der Bodendenkmäler
| Name, Bezeichnung | Ortsteil                                | Koordinaten                        | Denkmalnummer | Zeitstellung | Denkmalumfang, Bemerkung                                               | Bild           |
| --- | --------------------------------------- | ---------------------------------- | ------------- | ------------ | ---------------------------------------------------------------------- | -------------- |
| Mittelalterliche Wasserburg, frühneuzeitliches Wasserschloss | Schwarzenbruck                          | 49° 21′ 13,55″ N, 11° 14′ 34,06″ O | D-5-6633-0038 |              | Schloss Schwarzenbruck                                                 | weitere Bilder |
| Grabhügel vorgeschichtlicher Zeitstellung | Schwarzenbruck                          | 49° 21′ 0,67″ N, 11° 13′ 51,29″ O  | D-5-6633-0041 |              | In der Waldflur Eichenloh                                              |                |
| Siedlung der Spätbronze- und Latènezeit, Wüstung des Mittelalters, Schanze vor- und frühgeschichtlicher Zeitstellung                                                                | Schwarzenbruck                          | 49° 21′ 32,73″ N, 11° 16′ 27,97″ O | D-5-6633-0042 |              |                                                                        |                |
| Siedlung vorgeschichtlicher Zeitstellung | Schwarzenbruck                          | 49° 21′ 24,21″ N, 11° 13′ 27,52″ O | D-5-6633-0044 |              | Nordwestlich von Gsteinach                                             |                |
| Siedlung der Hallstatt- und Latènezeit sowie Wüstung des Mittelalters | Schwarzenbruck                          | 49° 21′ 45,27″ N, 11° 16′ 28,92″ O | D-5-6633-0045 |              | Südlich von Fröschau                                                   |                |
| Burgstall des Mittelalters | Altenthann                              | 49° 22′ 5,66″ N, 11° 18′ 19,07″ O  | D-5-6633-0047 |              | Stelle der früheren Burg Altenthann, heute von der Ortskirche überbaut | weitere Bilder |
| Siedlung vorgeschichtlicher Zeitstellung | Altenthann                              | 49° 22′ 27,75″ N, 11° 17′ 28,56″ O | D-5-6633-0048 |              | Am Hasenbühl                                                           |                |
| Siedlung vorgeschichtlicher Zeitstellung | Altenthann                              | 49° 22′ 2,78″ N, 11° 17′ 49,23″ O  | D-5-6633-0049 |              | Westlich von Altenthann                                                |                |
| Siedlung vorgeschichtlicher Zeitstellung und der Latènezeit | Altenthann                              | 49° 22′ 15,88″ N, 11° 17′ 47,72″ O | D-5-6633-0050 |              | Westlich von Altenthann                                                |                |
| Siedlung der Urnenfelderzeit | Altenthann                              | 49° 22′ 13,88″ N, 11° 18′ 54,78″ O | D-5-6633-0051 |              | Bei der Flur Auf dem Berge                                             |                |
| Siedlung vorgeschichtlicher Zeitstellung und der Urnenfelderzeit | Altenthann                              | 49° 22′ 21,32″ N, 11° 18′ 55,99″ O | D-5-6633-0052 |              | Bei der Flur Auf dem Berge                                             |                |
| Siedlung der Urnenfelder- und Latènezeit | Altenthann                              | 49° 22′ 3″ N, 11° 19′ 4,33″ O      | D-5-6633-0053 |              | Nördlich von Wallersberg                                               |                |
| Freilandstation des Mesolithikums und metallzeitliche Siedlung | Altenthann                              | 49° 21′ 45,49″ N, 11° 17′ 52,29″ O | D-5-6633-0054 |              | Gemeindegrenze zu Burgthann überschreitendes Bodendenkmal              |                |
| Freilandstation des Mesolithikums und Siedlung der Spätbronzezeit | Oberferrieden                           | 49° 20′ 27,01″ N, 11° 18′ 25,22″ O | D-5-6633-0055 |              |                                                                        |                |
| Siedlung vorgeschichtlicher Zeitstellung | Schwarzenbruck                          | 49° 21′ 13,59″ N, 11° 15′ 54,42″ O | D-5-6633-0056 |              |                                                                        |                |
| Siedlung der Urnenfelder-. Hallstatt- und Frühlatènezeit sowie vermutlich Wüstung des Mittelalters                                                                                  | Schwarzenbruck                          | 49° 21′ 34,18″ N, 11° 16′ 52,35″ O | D-5-6633-0058 |              |                                                                        |                |
| Siedlung vorgeschichtlicher Zeitstellung und der Hallstattzeit | Schwarzenbruck                          | 49° 21′ 51,7″ N, 11° 16′ 26,5″ O   | D-5-6633-0076 |              | Nördlich von Fröschau                                                  | weitere Bilder |
| Mittelalterlicher Burgstall | Schwarzenbruck                          | 49° 21′ 58,57″ N, 11° 15′ 49,99″ O | D-5-6633-0086 |              | Burgstall Rummelsberg                                                  |                |
| Freilandstation des Mesolithikums und Siedlung des Neolithikums | Schwarzenbruck                          | 49° 22′ 5,99″ N, 11° 16′ 16,49″ O  | D-5-6633-0087 |              | Westlich von Mauschelhof                                               |                |
| Wüstung des späten Mittelalters | Lindelburg                              | 49° 20′ 5,19″ N, 11° 17′ 4,36″ O   | D-5-6633-0088 |              | Nördlich von Oberlindelburg                                            |                |
| Wüstung des späten Mittelalters und der frühen Neuzeit | Lindelburg                              | 49° 19′ 53,27″ N, 11° 16′ 55,12″ O | D-5-6633-0089 |              | Im Ortsbereich von Lindelburg                                          |                |
| Siedlung vorgeschichtlicher Zeitstellung und des Neolithikums | Altenthann                              | 49° 21′ 49,28″ N, 11° 17′ 47,44″ O | D-5-6633-0144 |              |                                                                        |                |
| Burgstall des Mittelalters sowie mittelalterliche und frühneuzeitliche Befunde im Bereich der evangelisch-lutherischen Pfarrkirche St. Veit und ihrer Vorgängerbauten in Altenthann | Altenthann                              | 49° 22′ 5,66″ N, 11° 18′ 19,07″ O  | D-5-6633-0147 |              | Stelle der früheren Burg Altenthann sowie von der Kirche St. Veit      | weitere Bilder |
| Mittelalterlicher Burgstall | Altenthann                              | 49° 21′ 56,84″ N, 11° 19′ 11,04″ O | D-5-6633-0148 |              | Burgstall Wallersberg                                                  |                |
| Siedlung der Spätbronze- und Urnenfelderzeit | Altenthann                              | 49° 22′ 12,86″ N, 11° 17′ 57″ O    | D-5-6633-0150 |              |                                                                        |                |
| Erdbauten des Ludwig-Donau-Main-Kanals (1836–45) | Schwarzenbruck/Lindelburg/Oberferrieden | 49° 20′ 17,6″ N, 11° 15′ 27,77″ O  | D-5-6633-0186 |              | Teilstück des Ludwig-Donau-Main-Kanals                                 | weitere Bilder |
| Sandabbau im späten Mittelalter und der frühen Neuzeit | Schwarzenbruck                          | 49° 21′ 3,4″ N, 11° 14′ 18,1″ O    | D-5-6633-0197 |              | Jagdliche Anlage (Wolfsgrube) der frühen Neuzeit.                      | weitere Bilder |